# Загорье (Торжокский район)

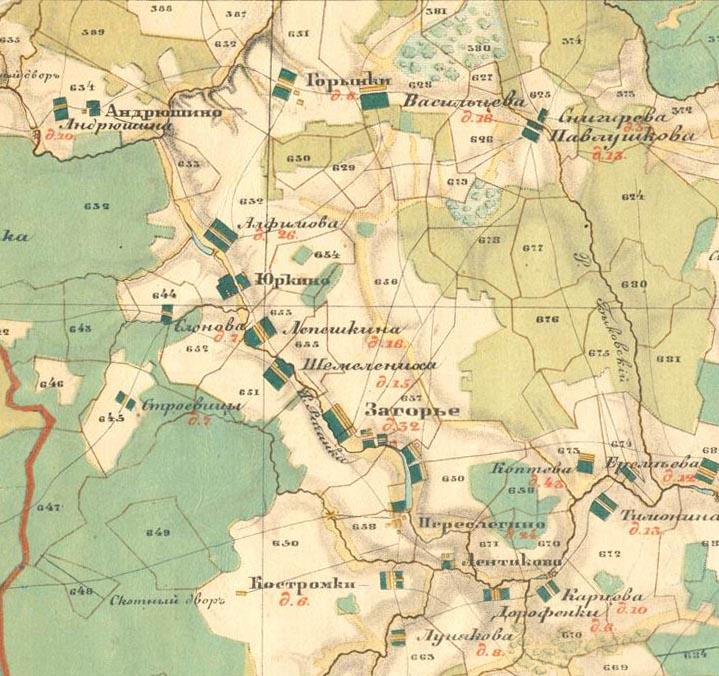
Деревни Загорского прихода на карте 1859 года

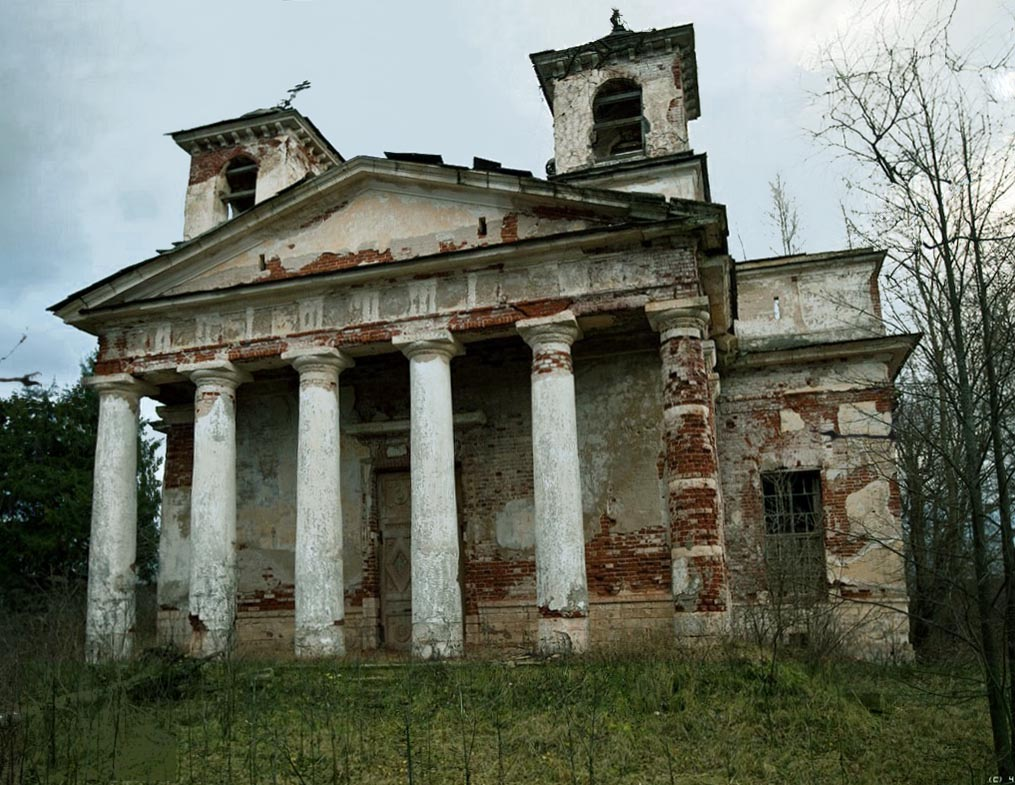
Петропавловская церковь

Заго́рье — деревня в Торжокском районе Тверской области. Относится к Сукромленскому сельскому поселению. До 2006 года входила в состав Альфимовского сельского округа.
Находится в 25 км к югу от города Торжка, на автодороге «Сукромля—Высокое», которая проходит по главной улице села и на востоке переходит в главную улицу деревни Переслегино. В восточной части села исчезли почти все жилые дома, и обе церкви и бывший школьный участок примыкают к домам Переслегина, хотя относятся к Загорью. Улица проходит вдоль левого берега реки Рачайны, за рекой, напротив Загорья, деревни Ново-Александровка и Щемелинино.

## История
В XVII веке в Новоторжском уезде была Загорская волость.
С конца XVIII века Загорьем и Переслегино владеют Полторацкие. В 1785 году М. Ф. Полторацкий обратился с прошением построить в селе Загорье, вместо ветхой деревянной, новую каменную церковь во имя Святых апостолов Петра и Павла. Считается, что автором проекта данного храма является выдающийся русский зодчий Николай Александрович Львов. Освящена новая церковь в 1802 году.
В 1859 году во владельческом селе Загорье 34 двора, 314 жителей.
В 1868 году здесь открыта первая в окру́ге земская школа. В этом же году рядом с Петропавловской церковью построена церковь Святого Благоверного Князя Александра Невского.
В конце XIX-начале XX века село — центр Загорского прихода Сукромлинской волости Новоторжского уезда Тверской губернии. В 1884 году в селе 71 двор, 439 жителей. В Загорский приход кроме села Загорье входили деревни: Переслегино, Щемелинино, Лепешкино, Альфимово, Слоново, Строевичи, Андрюшино, Горянки, Ручкино, Васильцево, Павлушкино, Снигирево, Дорофейки, Луняково, Костромки, Карцово, Еремеево, Коптево, Тимонино. Населения в приходе: в 1859 году— 2302 жителей, в 1884 — 3303, в 1914 — 4288.
В 1997 году — 6 хозяйств, 9 жителей. Отделение колхоза «Заветы Ленина».

## Население
| 1859 | 1884 | 2002 | 2010 |
| ---- | ---- | ---- | ---- |
| 314  | ↗436 | ↘9   | ↗13  |

## Достопримечательности
- Развалины церквей Александра Невского и Петропавловской
- Место, где более 100 лет стояла Загорская школа.
- Братская могила советских воинов, погибших в боях с фашистами, 1941—1943 годы. (Числится по документам в Загорье, фактически находится в Переслегино).